# Симаковское сельское поселение
Симако́вское се́льское поселе́ние — муниципальное образование в Верхнеландеховском районе Ивановской области Российской Федерации.
Административный центр — деревня Симаково.

## Географические данные
- Общая площадь: ? км²
- Расположение: восточная часть Верхнеландеховского района
- Граничит:
  - на севере и северо-западе — с Кромским сельским поселением Верхнеландеховского муниципального района
  - на северо-востоке — с Затеихинским сельским поселением Пучежского муниципального района
  - на востоке — с Мортковским сельским поселением Пучежского муниципального района
  - на юго-востоке — с городским округом Чкаловск Нижегородской области
  - на западе — с Верхнеландеховским городским поселением Верхнеландеховского муниципального района
  - на юге и юго-западе— с Пестяковским сельским поселением Пестяковского муниципального района

## История
Образовано 24 февраля 2005 года, в соответствии с Законом Ивановской области N 48 «О городском и сельских поселениях в Верхнеландеховском муниципальном районе».

## Население
| 2010 | 2011 | 2012 | 2013 | 2014 | 2015 | 2016 |
| ---- | ---- | ---- | ---- | ---- | ---- | ---- |
| 572  | ↘570 | ↘560 | ↘533 | ↘491 | ↘468 | ↘446 |
| 2017 | 2018 | 2019 | 2020 | 2021 |      |      |
| ↘431 | ↘403 | ↘398 | ↘393 | ↗445 |      |      |

## Состав сельского поселения
В состав сельского поселения входят 23 населённых пункта:
| №  | Населённый пункт | Тип населённого пункта          | Население |
| -- | ---------------- | ------------------------------- | --------- |
| 1  | Агафониха        | деревня                         | ↘2        |
| 2  | Аксёново         | деревня                         | ↘11       |
| 3  | Андроково        | деревня                         | ↘4        |
| 4  | Баженово         | деревня                         | ↘20       |
| 5  | Бортное Большое  | деревня                         | ↘21       |
| 6  | Вислецы          | деревня                         | ↘1        |
| 7  | Воробьёво        | деревня                         | ↘1        |
| 8  | Горбуново        | деревня                         | ↘0        |
| 9  | Елшино           | деревня                         | ↘1        |
| 10 | Заглупанье       | деревня                         | ↘5        |
| 11 | Засека           | деревня                         | ↗165      |
| 12 | Казарята         | деревня                         | ↘1        |
| 13 | Кандрово         | деревня                         | ↘0        |
| 14 | Коканино         | деревня                         | ↘0        |
| 15 | Крутовская       | деревня                         | ↘19       |
| 16 | Курилово         | деревня                         | ↘0        |
| 17 | Марково          | деревня                         | ↘15       |
| 18 | Симаково         | деревня, административный центр | ↗284      |
| 19 | Слобода          | деревня                         | ↘0        |
| 20 | Сметанино        | деревня                         | ↘9        |
| 21 | Солодихино       | деревня                         | ↘10       |
| 22 | Тронино          | деревня                         | ↘0        |
| 23 | Хромцово         | деревня                         | ↘3        |

## Местное самоуправление
Администрация сельского поселения находится по адресу: Адрес: 155210, Ивановская область, Верхнеландеховский район, д.Симаково,  ул. Советская, д. 22.